# أسامة هيكل
أسامة هيكل (1965 -) سياسي مصري ووزير الدولة المصري السابق للإعلام، شغل منصب رئيس مجلس إدارة الشركة المصرية لمدينة الإنتاج الإعلامي والعضو المنتدب، منصب رئيس تحرير جريدة الوفد، وهو أول وزير إعلام بعد ثورة 25 يناير في حكومة الدكتور عصام شرف. وكان توليه يوم 22 ديسمبر 2019 حتى قدم استقالته في 25 أبريل 2021 لرئيس الوزراء مصطفى مدبولي.

## ميلاده وتعليمه
من مواليد عام 1965 حصل على بكالوريوس العلوم من جامعة عين شمس عام 1986.

## المناصب الذي تقلدها
- بدأ العمل محررا بقسم التحقيقات بصحيفة الوفد عام 1987.
- محررا عسكريا للوفد عام 1991 .
- رئيس لقسم الأخبار بالجريدة خلال الفترة من 1995 – 1996 .
- رئيس القسم السياسي منذ عام 1997 حتى 1999.
- رئيس الديسك المركزي عام 2000 .
- عمل نائبا لمدير التحرير بالوفد منذ 2001
- نائب رئيس التحرير بالوفد منذ مارس 2005
- رئاسة صحيفة الوفد في يناير 2011 بالانتخاب المباشر وذلك للمرة الأولى التي يتولى فيها رئيس تحرير هذا * # المنصب عبر إرادة واختيار الصحفيين العاملين بالجريدة.
- وزيراً للإعلام من 24 يوليو 2011 وحتى 6 ديسمبر 2011.
- رئيس مجلس أدارة مدينة الإنتاج الإعلامي والعضو المنتدب من سبتمبر 2014.حتى الآن
- رئيس لجنة الثقافة والإعلام والآثار في مجلس النواب المصري حتى 22 ديسمبر 2019.
- وزير دولة للإعلام في 22 ديسمبر 2019.